# Grundy County, Missouri
Grundy County är ett administrativt område i delstaten Missouri, USA, med 10 261 invånare. Den administrativa huvudorten (county seat) är Trenton. 

## Geografi
Enligt United States Census Bureau så har countyt en total area på 1 134 km². 1 129 km² av den arean är land och 6 km² är vatten. 

### Angränsande countyn
- Mercer County - nord
- Sullivan County - öst
- Linn County - sydost
- Livingston County - syd
- Daviess County - sydväst
- Harrison County - nordväst